# Waldemar Dolecki
Waldemar Robert Dolecki (ur. 6 czerwca 1972 w Lublinie) – polski aktor, dziennikarz, prezenter pogody  w TVP1, TVP2 i TVP Info.

## Życiorys
Pochodzi z Lublina, gdzie uczęszczał do Technikum Gastronomicznego. W 1995 roku ukończył studia w Akademii Teatralnej im. Aleksandra Zelwerowicza, Wydział Sztuki Lalkarskiej w Białymstoku.

### Lalkarstwo
Od roku 1995 związany z warszawskim Teatrem „Lalka”. Współpraca z Teatrem „Lalka” zakończyła się w 2008 r. W 1999 roku występował także na scenie Teatru Narodowego w Warszawie w spektaklu Traktat o marionetkach Heinricha von Kleista w reżyserii Henryka Tomaszewskiego jako marionetkarz. W roku 2009 w ramach Fundacji na Rzecz Kultury i Sztuki dla Dzieci Plac Zabaw  – Teatr występuje w spektaklach takich jak: „Elmer, słoń w kratkę” w reż. Agnieszki Korytkowskiej – Mazur, „Mama Mu” w reż. Jana Jerzego Połońskiego, reżyseruje przedstawienie „Gąsienica czyli bajka z jajka”. Od 2012 roku Waldemar Dolecki jest członkiem Forum Kultury Mazowsze.

### Kariera w telewizji i radiu
Od 1996 do 2008 roku prowadził prognozę pogody w porannym programie Kawa czy herbata? w TVP1 oraz w Wiadomościach Głównych w TVP1. W latach 2005, 2006 współprowadzący poranny program „Kawa czy herbata” w TVP1 oraz wakacyjne wydanie tego programu pod hasłem „Lato z jedynką”.
7 czerwca 2008 po raz pierwszy pojawił się w Polsat News  gdzie współtworzył i prowadził magazyn weekendowy „To jest weekend”. Autor, reżyser i prowadzący okazjonalny projekt „Wigilijne opowieści”. Współpracował także z radiem Vox FM, gdzie prowadził audycję „ W dobrym tonie”.  W 2009 roku powrócił do TVP. Do czerwca 2010 prowadził program Info Traffic w TVP Info. Od marca 2011 do stycznia 2012 prezentował pogodę w programie „Kawa czy herbata” w TVP1. Wraz z Conrado Moreno przygotowywał i prowadził cykl w ramach piątkowych wydań programu „Kawa czy herbata” pod hasłem „Faceci do garów”. Od lutego 2012 prezenter audycji pogodowych na antenie TVP Info.

## Filmografia
- 1998: U Pana Boga za piecem jako pasażer
- 2002: Samo życie (serial Polsat) jako Witkowski, kierownik Działu Obsługi Klienta Bostonbank S.A., w którym swoje konto miał Paweł Dunin
- 2002: M jak miłość (serial TVP2) jako wykładowca